# Estadio Aurelio Espinoza
El estadio Aurelio Espinoza es un estadio multiusos. Está ubicado en la ciudad de Archidona, provincia de Napo. Fue inaugurado en 2006. Es usado para la práctica del fútbol, Tiene capacidad para 3000 espectadores.

## Historia

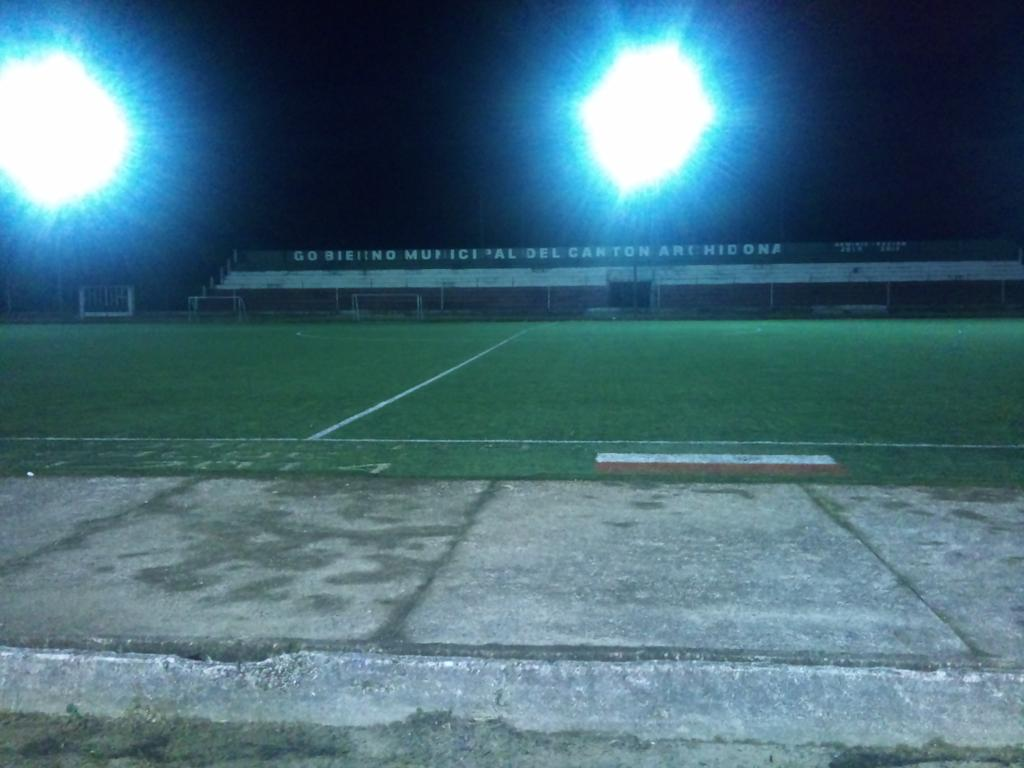
Vista de la cancha

Desempeña un importante papel en el fútbol local, ya que los clubes de napo como el Malta Shungo y el Club Aeropuerto hacen o hacían de local en este escenario deportivo, que participan en el Campeonato Provincial de Fútbol de Segunda Categoría de Napo.
El estadio es sede de distintos eventos deportivos a nivel local, ya que también es usado para los campeonatos escolares de fútbol que se desarrollan en la ciudad en las distintas categorías, también puede ser usado para eventos culturales, artísticos, musicales de la localidad.
El estadio tiene instalaciones modernas con camerinos para árbitros, equipos local y visitante, zona de calentamiento, cabinas de prensa, sala de prensa, y muchas más comodidades para los aficionados. Además de:
- Campeonatos Intercolegiales de fútbol.
- Entrenamientos disciplinas fútbol y atletismo